# Woodball na Plażowych Igrzyskach Azjatyckich 2012
Podczas III Plażowych Igrzysk Azjatyckich rozegrano cztery turnieje w plażowej odmianie gry w  woodball: indywidualny kobiecy i męski oraz drużynowy kobiecy i męski. Turnieje odbywały się w dniach od 18 do 21 czerwca 2012 r. 

## Medaliści
| Konkurencja             | Złoty | Srebrny                                                                                             | Brązowy                                                                |
| Mężczyźni indywidualnie | Tajlandia (THA) Chinnakrit Imkrajang                                                                                                 | Tajlandia (THA) Klayut Mongkholsamai                                                                | Chińskie Tajpej (TPE) Lin Yu-hsien                                     |
| Kobiety indywidualnie   | Tajlandia (THA) Praewpan Chaithong                                                                                                   | Tajlandia (THA) Siripat Karinit                                                                     | Chińskie Tajpej (TPE) Wu Chih-han                                      |
| Mężczyźni drużynowo     | Tajlandia (THA) Peera Chaisongkram Chinnakrit Imkrajang Jukkarin Khunthong Klayut Mongkholsamai Wattana Phromkaew Kittiphan Pongsane | Chińskie Tajpej (TPE) Huang Ming-ting Hung Chia-tse Lin Yu-hsien Lin Ta-hsiang Lo Chieh Wu Yi-cheng | Chiny (CHN) Lei DongLiang Bin Ma Jian Wang Tuo Ye Qiwei Zhu Zuoqing    |
| Kobiety drużynowo       | Tajlandia (THA) Altira Boonjit Pornpimon Buaklang Praewpan Chaithong Siripat Karinit Chonnipa Pengwichai Jenjira Rachaseemuang       | Chińskie Tajpej (TPE) Chen Yu-hsuan Chiang Fang-yu Chung Pi-ju Lu Meng-han Pan Hsin-yi Wu Chih-han  | Chiny (CHN) Li Ming Liu Zhihui Wang Dan Wang Jing Xu Wangqian Yang Pei |

## Tabela medalowa
| Poz.    | Państwo               | Złoto | Srebro | Brąz | Łącznie |
| ------- | --------------------- | ----- | ------ | ---- | ------- |
| 1       | Tajlandia (THA)       | 4     | 2      | 0    | 6       |
| 2       | Chińskie Tajpej (TPE) | 0     | 2      | 2    | 4       |
| 3       | Chiny (CHN)           | 0     | 0      | 2    | 2       |
| Łącznie | Łącznie               | 4     | 4      | 4    | 12      |